# Asen (Bulgarie)
Pour les articles homonymes, voir Asen.
Asen (en bulgare : Асен) est un village de la partie sud de la Bulgarie situé dans la municipalité de Pavel Banya, dans région de Stara Zagora.

## Géographie
Le village d'Asen est situé dans une zone montagneuse, au pied du Grand Balkan. Il est situé au centre de la Bulgarie, dans la vallée des roses, dans la municipalité de Pavel Banya à 40 km à l'ouest de Kazanlak. Il est bordé par les communes de Pavel Banya, Gorno Sakhrane, Gabarevo et Skobelevo.

## Histoire
Le village existe depuis l'époque de la domination ottomane. Il s'appelait alors Yurenlii ou Uranli.
Selon les récits de la population locale, le village serait le fruit de la réunion des populations voisines pour se protéger des gangs Kardjali qui semaient la terreur dans la région. La population était majoritairement ou entièrement turque jusqu'en 1878, date à une partie des résidents turcs ont émigré et une population bulgare a quitté différentes parties de la Principauté de Bulgarie pour venir s'installer à Asen. Selon l'écrivain Choudomir, les réfugiés de Razlog se sont installés dans le village après la répression du soulèvement d'Ilinden-Preobrazhensky.
En 1906, le nom turc du village a été officiellement changé et il a été renommé Asen en l'honneur du souverain bulgare Ivan Asen Ier.

## Population
La population du village, originellement composée de bulgares, voit sa proportion d'habitants roms (arrivés dans les années 1970 pour repeupler les maisons laissées à l'abandon) et turcs monter en flèche depuis les années 1990, résultat direct de la diaspora des bulgares, plus riches, qui partent vers la ville (Kazanlak) ou vers l'étranger (Europe de l'Ouest et États-Unis).

## Institutions publiques
En 1921, le centre communautaire « Sŭznaniè » est créé. Il accueille notamment une bibliothèque.